# Mantua (chi bướm)
Mantua là một chi bướm đêm thuộc phân họ Tortricinae trong họ Tortricidae. Nó chỉ có một loài, Mantua fulvosericea, which is đặc hữu của Kauai, Oahu, Molokai và Lanai.
Sải cánh dài 28–36 mm.
Ấu trùng ăn Xylosma hawaiiense. They spin the leaves together.